# Astronium conzattii
Astronium conzattii là một loài thực vật có hoa trong họ Đào lộn hột. Loài này được S.F.Blake mô tả khoa học đầu tiên năm 1918.